# Команчские войны
Команчские войны (англ. Comanche Wars) — серия вооружённых конфликтов между команчами и испанскими, мексиканскими и американскими военными и гражданскими лицами в период с 1706 года до середины 1870-х годов. Команчи были многочисленным индейским народом, принадлежащем к юто-ацтекской языковой семье и состоявшем из нескольких родственных, но абсолютно автономных племён. Они занимали огромную территорию, известную как Команчерия, которая простиралась через большую часть южных Великих равнин от Колорадо и Канзаса на севере через Оклахому, Техас и восточную часть Нью-Мексико и до мексиканского штата Чиуауа на юге. Более 150 лет команчи были доминирующим туземным народом в этом регионе, известным как Властелины Южных равнин, хотя они также делили части Команчерии со своими союзниками — уичита, кайова, кайова-апачами, южными шайеннами и южными арапахо.

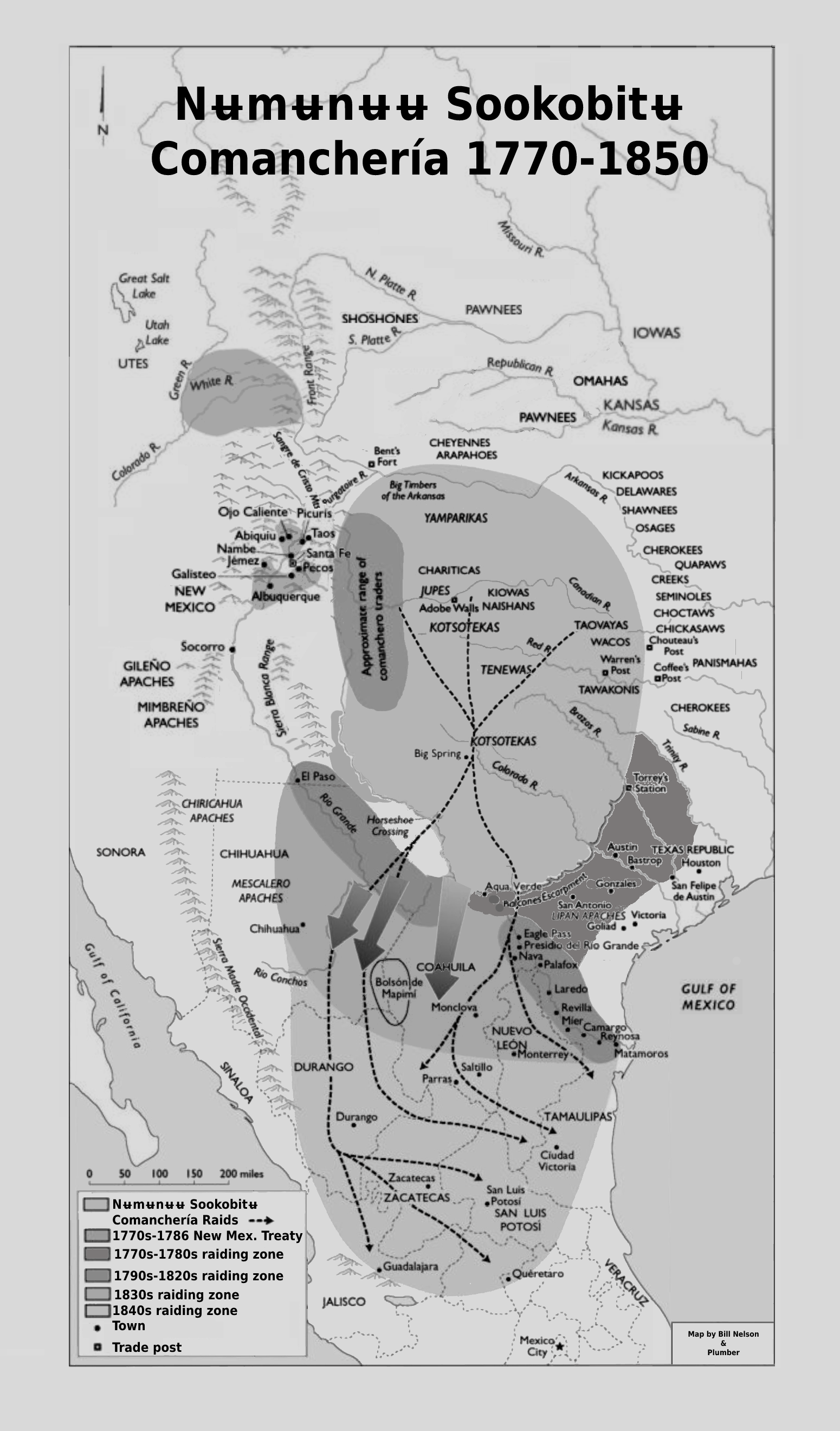
Карта Команчерии и зоны набегов команчей

Команчские войны начались в 1706 году с набегов воинов-команчей на территорию Новой Испании и продолжались до тех пор, пока последние группы команчей не сдались армии Соединённых Штатов в 1875 году, хотя некоторые воины продолжали участвовать в более поздних незначительных конфликтах. Последний рейд они совершили в июне 1878 года, когда группа воинов отправилась охотиться в Техас из своей резервации.
Команчи были признанными бойцами Великих равнин, которые оказывали решительное сопротивление европейско-американскому вторжению. Могущество команчей достигло пика в 1840-х годах, когда они проводили крупномасштабные рейды на сотни миль вглубь Мексики, а также воевали против американцев, которые поселились в независимом Техасе. На протяжении почти 200 лет они наводили ужас на испанских, мексиканских и американских поселенцев. Их могущество пошло на убыль, поскольку эпидемии холеры и оспы, а также постоянные войны, привели к гибели тысяч команчей. В конце концов постоянное давление со стороны растущего населения Соединённых Штатов вынудило их уступить большую часть своей традиционной территории. Команчи были единственным народом Великих равнин, который сражался с белыми людьми на протяжении почти двух столетий.
Экспансия команчей имела определенную географическую направленность. Команчи имели очень сильное влияние на западе в Новой Мексике, проводили активные набеги на юг в сторону основной части Мексики и на юго-восток в сторону Техаса, вели борьбу с другими индейскими племенами на севере, но не совершали набеги на восток за Миссисипи.

## Мексика
Особенно больших успехов команчи достигли в Мексике, что было связано со слабостью сначала испанских колониальных, а затем независимых мексиканских войск на севере страны. Например, Новая Мексика в 1770-х годах для противостояния с команчами имела всего 100 солдат-пресидиан, 600 ружей и 150 пистолетов, а большинство поселенцев были слишком бедны для покупки пороха и пуль для защиты.
Пика своих успехов команчи достигли во время американо-мексиканской войны 1846—1847 годов, когда они проникли в мексиканские тропики, проводили рейды в штате Халиско и как минимум один раз напали на город Керетаро в 135 милях севернее Мехико, а их проникновение от центра Команчерии на юг составило 1 000 миль или почти 15 градусов широты (см. карту).
Профессор Оксфордского университета Пекка Хямяляйнен в своей книге «Империя команчей» высказал мнение, что набеги команчей на Мексику имели важное историческое значение. Деятельность команчей остановила расширение испанской колониальной империи на американский север в сторону великих травянистых угодий Северной Америки. Постоянные набеги привели к резкому уменьшению численности населения Северной Мексики (в том числе Новой Мексики и Техаса), их экономическому разорению и разрушению связей с остальной Мексикой (Новая Мексика даже пошла на заключение сепаратных договоренностей с Команчерией для обеспечения своего выживания), что в сочетании с разочарованием местных жителей в возможностях центрального правительства по их защите подготовило почву для будущего захвата этих территорий США. В Техасе для восполнения людских потерь и защиты от команчей мексиканское правительство даже стало приглашать переселенцев из США, что тоже впоследствии оказало влияние на отторжение Техаса от Мексики. Большое количество приводимых в Команчерию мексиканских пленников (многие из которых, являясь выходцами из беднейших слоев испанских поселенцев, оседали на новом месте и вступали в смешанные браки) привело к появлению группы метисов испано-индейского происхождения.